# Fabian Rüdlin
Fabian Rüdlin (* 13. Januar 1997 in Müllheim (Baden)) ist ein deutscher Fußballspieler. Der defensive Mittelfeldspieler steht derzeit bei der zweiten Mannschaft des SC Freiburg unter Vertrag.

## Karriere
Der aus dem Markgräflerland stammende Rüdlin spielte in seiner Jugend zunächst für den FC Auggen, bevor er 2008 im Alter von 11 Jahren in die Jugend des SC Freiburg wechselte. In den Saisons 2012/13 und 2013/14 war er für die Freiburger U17 in der B-Junioren-Bundesliga aktiv; in den Spielzeiten 2014/15 sowie 2015/16 spielte er für die Freiburger U19-Auswahl in der A-Junioren-Bundesliga. Von 2012 bis 2016 besuchte er die Max Weber-Schule in Freiburg. Ab Sommer 2016 gehörte er dem Kader der in der fünftklassigen Oberliga Baden-Württemberg spielenden zweiten Mannschaft des SC Freiburg an. In seiner ersten Saison bei der Zweitvertretung stieg er mit dem Team als Meister der Oberliga in die Regionalliga Südwest auf. In seinen vier Saisons für den SC Freiburg II kam er insgesamt in 91 Spielen zum Einsatz und erzielte dabei sechs Treffer.
Im September 2020 wechselte Rüdlin in die Schweiz zum FC Thun. Beim in der zweitklassigen Challenge League spielenden Klub aus Thun war er auf Anhieb ein wichtiger Spieler und wurde in seiner ersten Saison 2020/21 in 30 Ligaspielen eingesetzt, in denen er zwei Tore erzielte.
Nach drei Jahren in der Schweiz kehrte der Mittelfeldspieler in der Saison 2023/24 zur zweiten Mannschaft des SC Freiburg zurück. Ende September 2023 saß er unter Christian Streich erstmals bei einem Bundesligaspiel auf der Bank, wurde jedoch nicht eingewechselt. Zu seinem ersten Einsatz in der Bundesliga kam Rüdlin am 7. Spieltag bei der 3:0 Auswärtsniederlage gegen den FC Bayern München nach einer Einwechslung.

## Erfolge
- Meister der Oberliga Baden-Württemberg: 2017